# دنيس جنسن
دنيس جنسن (بالإنجليزية: Dennis Jensen)‏ هو مهندس وسياسي أسترالي، ولد في 28 فبراير 1962 في جوهانسبرغ في جنوب أفريقيا. حزبياً، نشط في الحزب الليبرالي الأسترالي. وقد انتخب عضو مجلس النواب الأسترالي عن دائرة Division of Tangney ‏ (9 أكتوبر 2004 – 2 يوليو 2016).

## وصلات خارجية
- الموقع الرسمي